# Birky

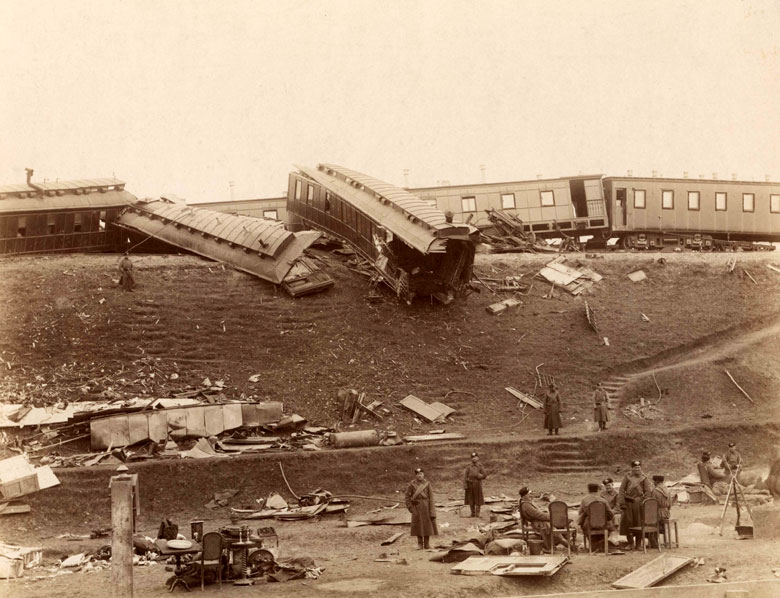
Tågurspårningen 1888.

Birky (Бірки, på ryska Borki, Борки) är en by i Charkiv oblast, Ukraina, 43 kilometer söder om Charkiv, vid järnvägen Kursk–Charkiv–Rostov-na-Donu.
Byn är känd för en händelse den 29 oktober (gamla stilen: 17 oktober) 1888, då det kejserliga järnvägståget på väg mellan Azov och Charkiv, spårade ur där varvid 21 personer dödades och 37 skadades. Tsar Alexander III med familj, vars vagnar förstördes, klarade sig dock oskadda. På tåget fanns även finländaren Knut Stjernvall, generalinspektör för de ryska järnvägarna, som också överlevde, men blev skadad. Orsaken till olyckan blev ej säkert konstaterad och en del ansåg att det rörde sig om ett attentat. Nära olycksstället lades den 2 juni 1891 grundstenen till en minneskyrka.